# Ganivet ceràmic

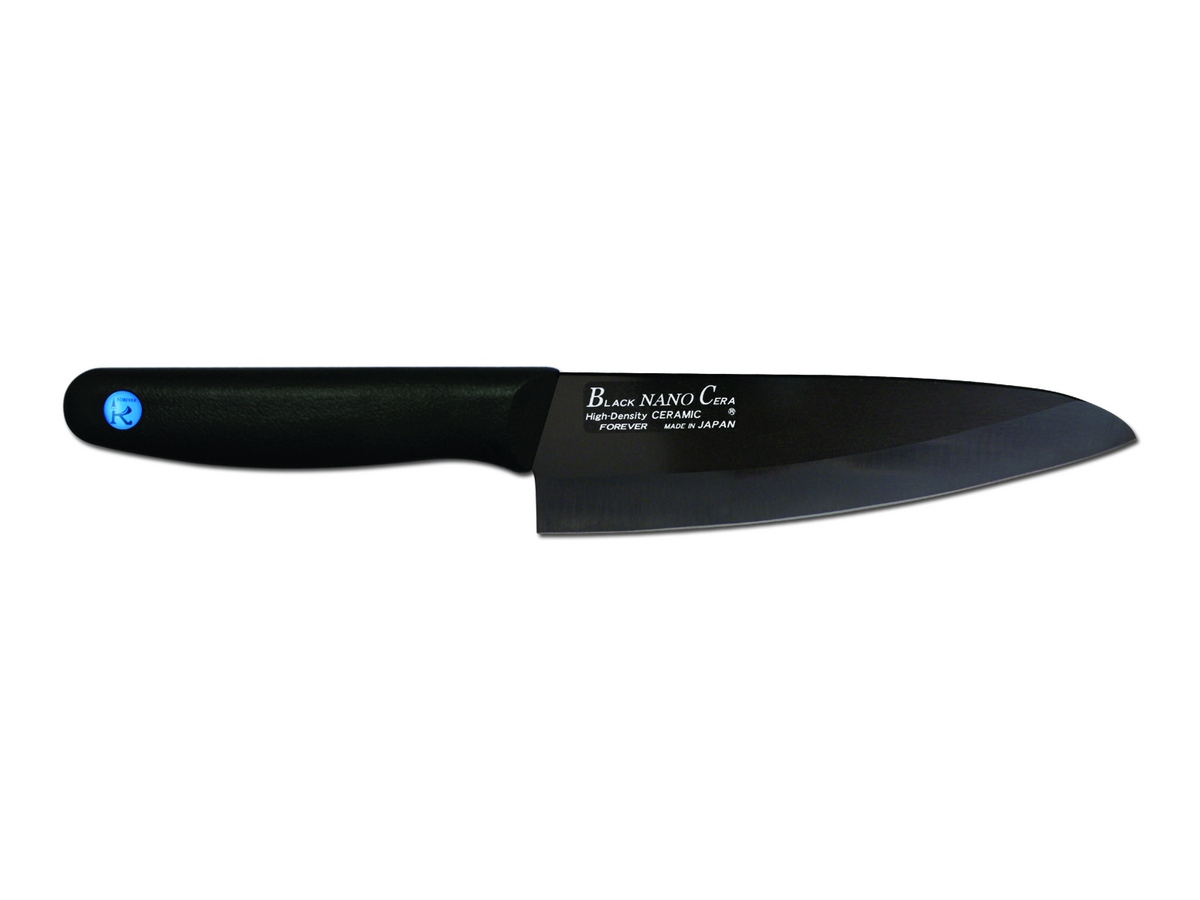
Ganivet ceràmic Santoku "Ultra HD Forever" de color negre.

El ganivet de ceràmica o ceràmic és un tipus de ganivet que té una fulla que, en comptes de ser d'acer, és d'un material ceràmic (sovint elaborat a base de diòxid de zirconi). Els ganivets ceràmics són no porosos, fet que els dona la propietat de poder tallar diferents aliments sense transferir el sabor d'uns a uns altres.

## Característiques

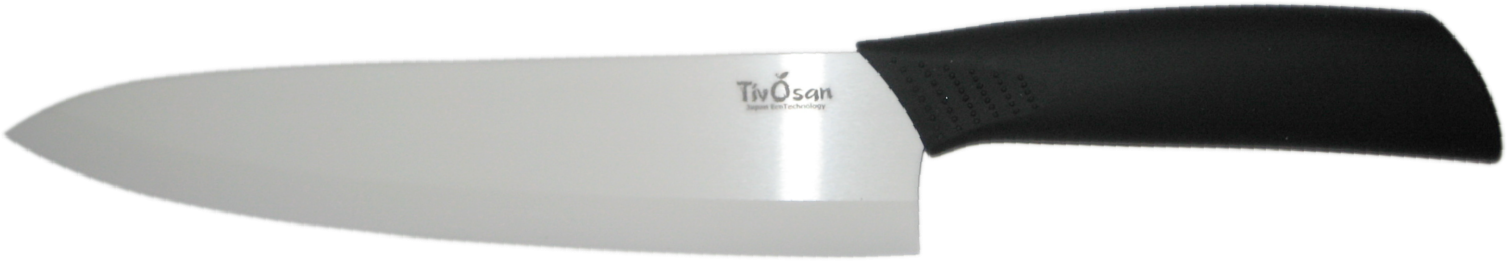
Ganivet ceràmic japonès

El ganivets de diòxid de zirconi són molt durs, arribant aquest material ceràmic, al grau 8.5 de l'Escala de Mohs, mentre que els de acer no solen passar del grau 6.
Aquest tipus de ganivet manté el seu tall durant molt més temps que els de fulla d'acer carboni o d'acer inoxidable. Per aquesta raó se sol dir que no necessiten ser esmolats. Però tenen com a característica negativa que són extremadament fràgils i es trenquen quan cauen a terra. Aquests ganivets no són el 100% de ceràmica, ja que s'introdueix en la seva composició la suficient quantitat de metall per no passar desapercebuts per els detector de metalls en els controls de seguretat (aeroports, etc..) i poder evitar així el seu ús com a arma amagada.